# 約翰·芬尼爾
約翰·芬尼爾（John Fennell，1995年5月28日—）是一位加拿大雪橇運動員，從2011年開始參賽。他代表加拿大參加的第一個賽事為於奧地利因斯布魯克舉辦的冬季青年奧運成績為第7名，也代表參加於俄羅斯索契舉行的2014年冬季奧運成績為第27名。
他是前加拿大加式足球聯盟球員戴夫·芬內爾的兒子。
在2014年5月，經過幾個月在索契的競賽後，芬內爾出櫃了。